# Іпрська битва (1918)
Іпрська битва (1918) або П'ята Іпрська битва (англ. Fifth Battle of Ypres) та Друга бельгійська битва (фр. Deuxième bataille de Belgique) (28 вересня — 2 жовтня 1918) — серія наступальних операцій військ Антанти за визволення західної Бельгії та розгрому в ході Стоденного наступу союзників німецької кайзерівської армії наприкінці Першої світової війни.
У другій половині 1918 року, після повного виснаження імперської армії Німеччини у Весняному наступі, керівництво Антанти ухвалило рішення перейти у вирішальний стратегічний контрнаступ по всьому Західному фронту з метою розгрому військ противника й найскоршого закінчення війни. Король Альберт I був призначений командувачем Фландрського угруповання союзних військ. У битві, що в п'ятий раз сталася поблизу Іпру, 12 бельгійських дивізій, разом з британськими та французькими військами, прорвали оборонні рубежі німецьких військ й рушили вперед на визволення своєї країни. Окупанти під тиском противника відступали з території Бельгії, а ще через кілька місяців, 11 листопада 1918 року було підписано Комп'єнське перемир'я, яке завершило війну.

## Історія

### Передумови
У липні 1918 року завершився потужний німецький наступ, війська кайзера знову вийшли до берегів Марни, але як і в 1914 році, зазнали тут поразки й перейшли до оборони. Натомість, союзні війська спромоглися утриматися, захистити Париж та підготуватися до рішучого контрнаступу.
Головнокомандувач союзними військами Антанти маршал Фердинанд Фош дійшов висновку, що настав сприятливий момент для проведення великомасштабного контрнаступу, його війська значно переважали противника за чисельністю за рахунок зосередження на Західному фронті Американського експедиційного корпусу, що вже сягав 1 200 000 осіб, та отримання підкріплення британською армією з Палестини. Загальним задумом проведення операції передбачалося за рахунок бельгійської, британської та французької армій, що тримали оборону на північному фланзі Західного фронту поблизу Іпрського виступу, створити північне ударне угруповання й з початок загального наступу Антанти на всій протяжності фронту завдати удар у напрямку Льєжа.

### Битва
Після тригодинної артилерійської підготовки о 05:30 28 вересня 1918 року союзна група армій «Фландрія» бельгійського короля Альберта I перейшла в наступ на всьому фронті. На позиції німецької кайзерівської армії наступали 12 бельгійських, 10 британських зі складу 2-ї армії та 6 французьких дивізій 6-ї армії.
Британські війська наступали на фронті завширшки 7,2 км між Іпром та дорогою на Зоннебеке, бельгійці розвивали наступ на північ у загальному напрямку на Діксмейде. В результаті потужного удару німецька оборона на позиціях була зруйнована і в перший день операції союзники прорвалися на глибину майже 10 км. Землі західніше Пашендейле, звідкіля війська Антанти відступили в ході німецького Весняного наступу, були відбиті. Незважаючи на дощ, що розпочався, до кінця доби британці захопили Кортевільде, Зандвурде, Крюйзееке та Бекеларе, бельгійці, у свою чергу, здобули Зоннебеке, Поелькапелле, Шап Байлле та Гаутгальстський ліс. На південному фланзі військ, що наступали, три британські дивізії просувалися на Сен-Івон, Мессіну та пагорби від Вайтшете до Голлебеке. Під тиском противника німці відступили на рубіж Діксмейде—Гаутгальст—Зоннебеке—Зандвурде—Голлебеке.
29 вересня союзники визволили Мессіну, Терганд та Дадізееле, попри проливній дощ та бездоріжжя, що утворилося, бельгійсько-англо-французькі війська впевнено просувалися вперед, захопивши до 30 вересня усі панівні вершини навколо Іпра. 1 жовтня війська захопили лівий берег річки Лис і продовжили рух вперед. Наступ тривав, але через погану погоду темпи його значно знизилися. Військам довелося просуватися по сильно заболоченій місцевості, суцільно поритої вирвами від снарядів, наповненими водою, внаслідок чого виникали великі труднощі в постачанні військ боєприпасами і продовольством. У ряді випадків продовольство припадало доставляти літаками, а для того, щоб зробити можливим рух автотранспорту, на важливих напрямках було побудовано кілька кілометрів доріг із суцільних дощок настилів на палях.
Наступ продовжувався до 2 жовтня, коли проведення маневру частиною сил, німецькому командуванню не вдалося закріпитися на нових позиціях та, зупинивши подальше просування противника, перейти до оборони.
Протягом наступних тижнів війська Антанти здійснювали зосередження своїх сил, а з 14 жовтня розпочали новий етап наступу в Західній Бельгії, битву за Кортрейк.